# Idioma yurchen
El idioma yurchen (caracteres chinos: 女真語; pinyin: nǚzhēn yǔ) fue la lengua de los yurchen un pueblo tungús de Manchuria oriental que habitó la región alrededor del río Amur, que actualmente marca la frontera oriental entre Rusia y China.
En 1635 Hong Taiji renombró a los yurchen y al idioma yurchen, "manchú". La identidad nacional manchú fue una creación de Hung Taiji, que heredó el reino unificado por su padre Nurhaci y que estableció la última dinastía imperial china, la dinastía Qing. Debido a su condición de tierra originaria de los yurchen o manchúes, la China del Noreste pasaría a ser conocida con posterioridad como Manchuria.
Uno de los textos más extensos es la inscripción trasera de la "estela memorial de Victoria Jin " (en chino, 大金得勝陀頌碑; pinyin, Dà jīn déshèngtuó sòngbēi), erigida en 1185, reinado del Emperador Shizong. Es una traducción resumida del texto chino que aparece en la cara frontal de la estela.

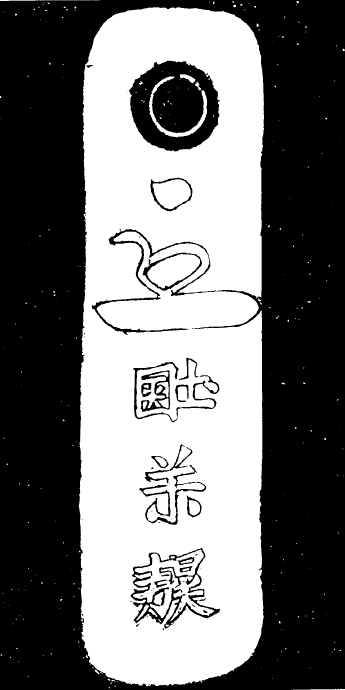
Una pieza de plata con inscripción yurchen gurun ni xada-xun que significa "confianza del País".